# Schattenhalb
Schattenhalb is een gemeente en plaats in het Zwitserse kanton Bern, en maakt deel uit van het district Interlaken-Oberhasli.
Schattenhalb telt 590 inwoners. Schattenhalb ligt vlak bij Meiringen.

## Bezienswaardigheden
- Reichenbachfall-Bahn
- Reichenbachfall, een waterval langs de Reichenbachfall-Bahn